# 内堀優一
内堀 優一（うちぼり ゆういち、1981年5月5日 - ）は、日本の劇作家・ライトノベル作家。長野県出身。
桐朋学園大学短期大学部芸術科（現・桐朋学園芸術短期大学）演劇専攻在学中に寺島ユウヤと共同で劇団・演劇プロデュース団体「演劇企画ハッピー圏外」を結成し、2002年に「師走の風、またはカノン」で旗揚げ公演を実施。以後「ハッピー圏外」の全上演作品で脚本を担当している。
2008年、金子兼子（かねこ かねこ）のペンネームで第3回ノベルジャパン大賞（ホビージャパン主催）に投稿した「オセロー」が奨励賞を受賞。同作は改稿を経て「笑わない科学者と時詠みの魔法使い」の表題で2010年にHJ文庫より刊行された。その際、編集者との協議により筆名を本名に統一している。

## 作品一覧
年次は初演年。演劇作品は「師走の風、またはカノン」を除き演出も担当している。

### 脚本
- 師走の風、またはカノン（2002年）
- choose the proper time（2004年）
- 僕らは世界に片目をとじて…（2005年）
- またねと君は言った、でもサヨウナラ（2006年）
- 今はただ遠くからありふれた歌を－（2006年）
- ニコニコさんが泣いた日（2006年、2010年再演）
- 今、此処より、明るい夜をこえて（2007年）
- 石の音 -キミノコエ-（2007年）
- この道の果て、花の咲く場所（2007年）
- あと少しだけ、このやさしい時間を（2008年）
- 陽だまりのカンバス（2009年）
- 今、此処より、明るい夜をこえて（2009年）
- 音無村のソラに鐘が鳴る（2011年）
- 落葉の丘に星の花咲く（2011年）
- 思いは願いのうそとなり （2012年 5月）
- 砂のカケラを取りに行く （2012年 11月）
- 割れて砕けてキラキラ落ちる （2013年 5月予定）
- 君が行く先に光がさすように（2013年 11月）
- 宵闇よりも速く駈けて　（2014年 5月）
- 今はただ遠くからありふれた歌をー　（2006年 / 2014年9月再演[4]）
- 笛を吹け吹け、双子のフロイライン　（2015年 9月[6])
- かえってきた不死身のお兄さんー赤城写真館編ー　（2016年[8]）
- ニコニコさんが泣いた日　（2017年[10]）
- 陽だまりのカンバス　（2018年[12]）
- バーナード嬢曰く。　（テレビアニメ、2016年 10月）
- 捏造トラップ-NTR-　（テレビアニメ、2017年）

### 小説
- 笑わない科学者と魔法使いシリーズ（HJ文庫、2010年4月 - 2010年12月、全3巻）
- 吼える魔竜の捕喰作法（バルバクア）（HJ文庫、2012年1月 - 2013年2月、全5巻）
- ラブコメ圏外（HJ文庫、2012年10月、単巻）
- グラウスタンディア皇国物語（HJ文庫、2013年10月 - 2016年1月、全8巻(1～7巻＋0巻)）
- 暁のイーリス（NOVEL 0、2016年3月、単巻）
- 勇者は、奴隷の君は笑え、と言った（Novel 0、2017年3月、単巻）
- 新宿コネクティブ（HJ文庫、2017年4月 - 、既刊2巻）
- あんたなんかと付き合えるわけないじゃん!ムリ!ムリ!大好き!（HJ文庫、2017年8月 - 2018年8月、全3巻）

### Web小説
- いつか君の木陰の下で （演劇企画ハッピー圏外 公式サイトにて2011年5月より開始）
- ごはんだよヘポーちゃん（読める!HJ文庫にて2015年5月より開始）
- 運び屋椿（矢立文庫 2018年1月）
- 放課後修学旅行記（矢立文庫 2022年1月）